# Caloura-Ponta da Galera - Ilha de S. Miguel
Caloura-Ponta da Galera - Ilha de S. Miguel este o arie protejată (arie specială de conservare — SAC, sit de importanță comunitară — SCI) din Portugalia întinsă pe o suprafață de 199,59 ha, din care 91 % marine.

## Localizare
Centrul sitului Caloura-Ponta da Galera - Ilha de S. Miguel este situat la coordonatele 37°42′30″N 25°30′30″W / 37.7083°N 25.5083°V.

## Înființare
Situl Caloura-Ponta da Galera - Ilha de S. Miguel a fost declarat sit de importanță comunitară în mai 1997 pentru a proteja 2 specii de plante și 9 specii de animale. Situl a fost protejat și ca arie specială de conservare în iunie 2009.

## Biodiversitate
Situată în ecoregiunile  și marină macaroneziană, aria protejată conține 7 habitate naturale: Golfuri mici largi și golfuri puțin adânci, Recifuri, Vegetație anuală la limita mareei, Vegetație perenă pe țărmurile stâncoase, Faleze cu floră endemică de pe coastele macaroneziene, Pajiști macaroneziene cu vegetație endemică, Peșteri marine scufundate complet sau parțial.
La baza desemnării sitului se află mai multe specii protejate:
- plante (2): Erica scoparia subsp. azorica, Spergularia azorica
- păsări (7): stârc cenușiu (Ardea cinerea), pietruș (Arenaria interpres), Calidris alba, Calonectris diomedea, prundăraș de sărătură (Charadrius alexandrinus), pescăruș râzător (Larus ridibundus), Numenius phaeopus
- mamifere (1): delfin mare (Tursiops truncatus)
- reptile (1): Caretta caretta

Pe lângă speciile protejate, pe teritoriul sitului au mai fost identificate 13 specii de plante, 4 specii de păsări, 1 specie de mamifere, 11 specii de nevertebrate, 11 specii de pești.